# Goramadagu, Sidlaghatta
Goramadagu là một làng thuộc tehsil Sidlaghatta, huyện Kolar, bang Karnataka, Ấn Độ.